# Веселе (Новоукраїнський район)
Весе́ле — село в Україні, у Маловисківській територіальній громаді Новоукраїнського району Кіровоградської області. Населення становить 38 осіб.

## Населення
Згідно з переписом УРСР 1989 року чисельність наявного населення села становила 62 особи, з яких 27 чоловіків та 35 жінок.
За переписом населення України 2001 року в селі мешкало 38 осіб.

### Мова
Розподіл населення за рідною мовою за даними перепису 2001 року:
| Мова       | Відсоток |
| ---------- | -------- |
| українська | 97,37 %  |
| російська  | 2,63 %   |